# OGLE-2005-BLG-390Lb
OGLE-2005-BLG-390Lb는 지구에서 우리 은하 중심 방향으로 약 21,500 광년 떨어진 곳에 있는 OGLE-2005-BLG-390L의 주위를 도는 외계 행성이다. 2006년 1월 25일 PLANET / RoboNet, OGLE, MOA가 이 행성의 발견 사실을 공동으로 발표했다. 행성이 처한 환경으로 볼 때 이 곳에 생명체 거주 가능성은 없어 보인다.

## 물리적 특징
OGLE-2005-BLG-390Lb는 어머니 항성을 최소 2.0 ~ 최대 4.1 천문단위 거리를 두면서 돌고 있다. 이 정도 거리는 태양계로 따지면 화성과 목성 사이 궤도 거리를 돌고 있는 셈이다. 단, 앞에 설명한 최소, 최대 거리는 실제 이 행성이 항성에 가까워졌다가 멀어졌다가를 반복함을 의미하는 것이 아니라, 현재 관측 기술의 한계 때문에 생기는 오차를 고려했을 때의 최솟값과 최댓값을 말한다(b의 궤도 요소는 아직까지 확실히 밝혀지지 않았다). OGLE-2005-BLG-390Lb의 발견 이전까지 주계열성 주위를 도는 행성들 중 0.15 천문단위보다 바깥쪽을 도는 사례는 나오지 않았다. b가 항성을 1회 일주하려면 약 10년이 걸린다.
OGLE-2005-BLG-390Lb의 어머니 항성 OGLE-2005-BLG-390L의 정체에 대해서는 여러 가지 학설이 있는데, 적색 왜성일 가능성이 가장 높고(95퍼센트), 백색 왜성일 가능성은 4퍼센트, 중성자별이나 블랙홀일 가능성은 1퍼센트 미만이다. 그러나 항성의 정체가 무엇이냐에 상관없이 이 별이 뿜는 복사 에너지의 양은 태양보다 훨씬 작다.

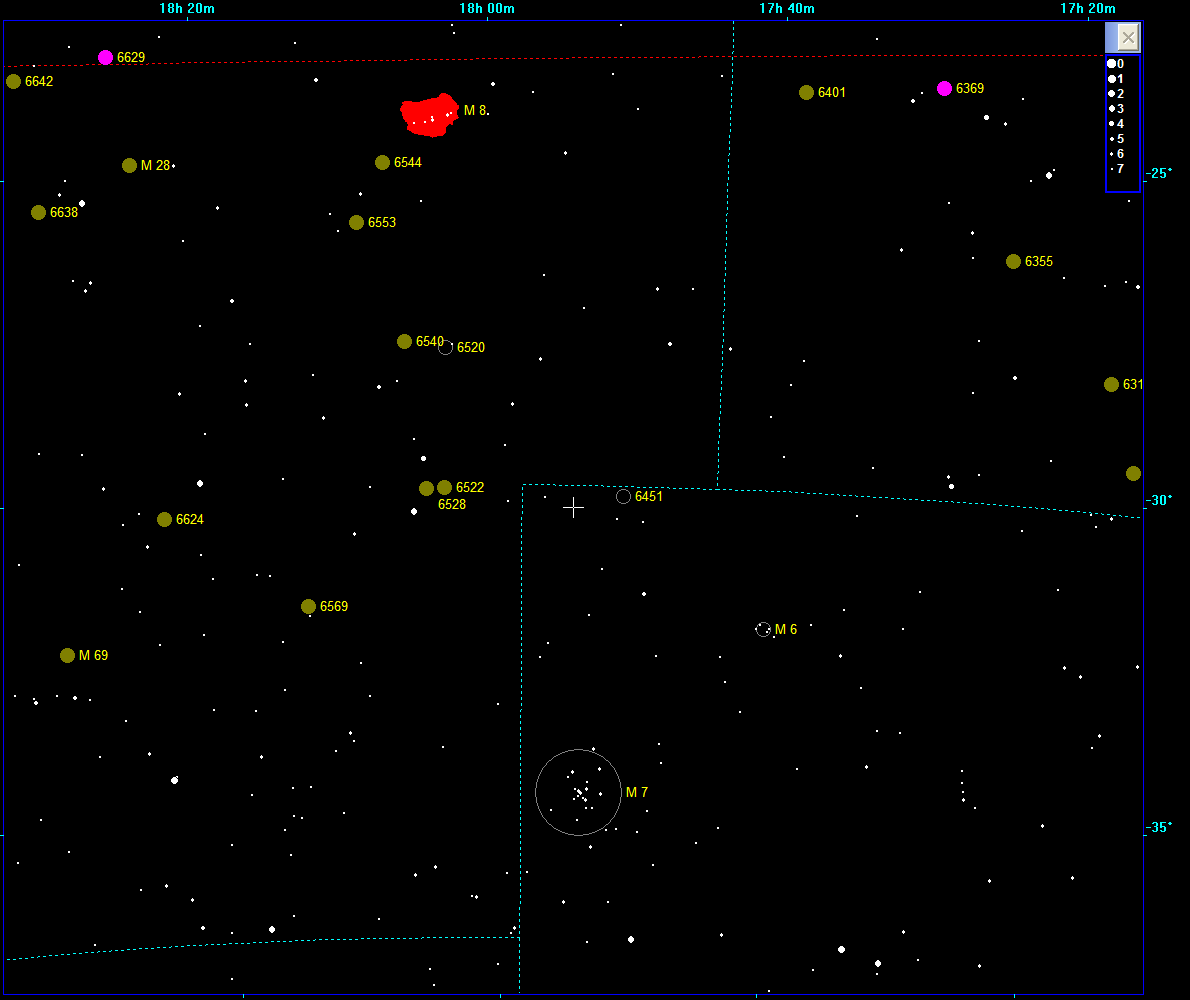
밤하늘에서 OGLE-2005-BLG-390L이 자리잡은 곳을 보여주는 그림.

행성의 질량은 지구질량의 5.5배 정도이다. 일부 천문학자들은 이 행성이 지구와 같은 암석 핵을 갖고 있으며 얇은 대기도 지니고 있다고 추측해 왔다. 항성에서 떨어진 거리와 항성의 미약한 에너지 발산량을 고려하면 행성 표면 온도는 약 50켈빈에 불과할 것이다. b가 암석 행성일 경우 지구라면 기체 상태로 존재할 물, 암모니아, 메테인, 질소, 산소 등의 기체 물질들이 행성 표면에 얼어서 내려앉아 있을 것이다. 만약 가스 행성일 경우 덩치는 훨씬 더 작겠지만, 해왕성과 비슷한 모습을 보여 줄 것이다.
OGLE-2005-BLG-390Lb는 자체만으로 놓고 보면 그리 특이한 외계 행성은 아니지만, 이처럼 작은 행성이 항성에서 멀리 떨어져 있는 것을 감지해 냈다는 사실에 의미를 둘 수 있다. b 이전 발견된 '작은' 외계 행성들의 '1년'은 지구 시간으로 수 일 정도로 짧고,(예를 들면 글리제 876 d의 공전 주기는 2일이 되지 않는다) 따라서 항성에 매우 가까이 붙어 있는 것들이다.
b의 발견에 도움을 준 미국 국립 과학 연구소의 마이클 터너는 "이 행성은 지금까지 발견된 외계 행성들 중 지구와 가장 비슷한 존재입니다."라고 말했다. b의 질량은 지구의 5.5배로 직전까지 발견된 가장 질량 작은 행성 글리제 876 d(지구 질량의 7.5배)보다 더 가벼웠다.

## 발견

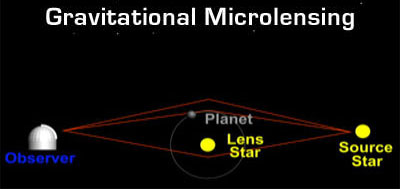
중력 렌즈법으로 행성을 발견하는 원리를 설명한 그림. 멀리 떨어진 별으로부터 오는 빛은 중간에 있는 별과 행성의 중력 때문에 휘어져서 최소 세 개의 찌그러진 상(像)을 만들어낸다.

2005년 8월 10일 칠레 소재 라 실라 천문대의 덴마크 소유 1.54미터 망원경으로 OGLE-2005-BLG-390Lb의 특징을 최초로 잡아냈다. 이 망원경은 PLANET과 RoboNet이 공동 주관하는 미시중력렌즈 관측 캠페인에 사용된 망원경 네트워크 중 하나였다. 추가 관측 자료는 오스트레일리아 서부 소재 퍼스 천문대의 0.6미터 망원경을 통해 수집되었다.
미시 중력렌즈 효과는 '멀리 떨어진 별'의 빛이 '가까운 별'의 중력장 때문에 휘어지고 강도가 올라가는 것을 활용한 것이다. 만약 가까운 별에 동반 천체가 있을 경우 천체의 중력 때문에 먼 별의 빛 강도의 상승폭이 약간 올라간다. 이를 통해 앞쪽 별에 외계 행성이 있음을 알 수 있다.
OGLE(폴란드)과 MOA 서베이(일본-뉴질랜드 공동 주관)는 미시중력렌즈 사건을 포착, 기록하고 있으며, PLANET / RoboNet 캠페인은 정기적으로 이 두 프로젝트의 결과물을 자세히 연구한다. OGLE-2005-BLG-390Lb의 발견은 이러한 협조 체계 아래 이루어진 것이었다. OGLE은 항성 OGLE-2005-BLG-390L의 중력 왜곡 효과를 발견했으며, PLANET 연구팀은 추가적으로 이 항성을 연구하고 자료를 분석한 끝에 행성의 존재를 증명했다.
PLANET 연구진은 OGLE-2005-BLG-390이 보여주는 미시중력렌즈 사건을 약 2주에 걸쳐 관측했다. 관측 기간 동안 빛의 강도가 15퍼센트 정도 '급격히 상승하는' 현상이 약 12시간 지속되는 것을 발견했다. 연구팀은 상승폭 및 지속 시간으로부터 행성의 질량과 항성으로부터의 거리를 계산할 수 있었다. 논문은 PLANET, RoboNet, OGLE, MOA 소속으로 연구에 참여한 모든 천문학자들의 이름을 실었으며, 네이처지에 기고되었다.

## 같이 보기
- 행성 거주가능성
- 글리제 581 c
- OGLE-2005-BLG-169Lb

## 참고 문헌
- Beaulieu;  외. (2005년 9월 28일). “Discovery of a cool planet of 5.5 Earth masses through gravitational microlensing”. 《arXiv》. 2012년 7월 16일에 원본 문서에서 보존된 문서. 2009년 2월 16일에 확인함.
- “It's Far, It's Small, It's Cool: It's an Icy Exoplanet!”. 《European Southern Observatory》. 2006년 1월 25일. 2009년 2월 3일에 원본 문서에서 보존된 문서. 2009년 2월 16일에 확인함.
- “Smallest Earth-like planet found”. 《BBC News》. 2006년 1월 25일.
- Ker, Than (2006년 1월 25일). “Small Rocky Planet Found Orbiting Normal Star”. 《SPACE.com》.
- “A New Path to New Earths”. 《National Science Foundation》. 2006년 1월 25일. 2013년 1월 5일에 원본 문서에서 보존된 문서. 2008년 6월 21일에 확인함.